# E-m@il für Dich
e-m@il für Dich ist eine US-amerikanische romantische Filmkomödie aus dem Jahr 1998 mit Tom Hanks und Meg Ryan in den Hauptrollen. Es handelt sich um eine freie Neuverfilmung des Films Rendezvous nach Ladenschluß (Originaltitel: The Shop Around The Corner) von Ernst Lubitsch aus dem Jahre 1940. Die Handlung wurde vom Budapest der 1930er Jahre ins New York der 1990er Jahre versetzt und entsprechend modernisiert: So wurde aus dem ursprünglichen Briefverkehr zwischen zwei Unbekannten (die sich eigentlich doch kennen) eine Kommunikation per E-Mail. Die Grundlage für die Verfilmung von 1940 beruhte auf der Handlung des Theaterstücks Parfümerie von Miklós László.

## Handlung
Der in New York lebende Unternehmer Joe Fox, Sohn des Besitzers einer Kette der Buchhandlungen „Fox & Sons Bookstores“, lernt im Internet eine Frau kennen, die sich als Shopgirl ausgibt. In derselben Zeit beaufsichtigt er die Vorbereitungen zur Eröffnung einer neuen Filiale der Kette. Kathleen Kelly, die in der Gegend eine kleine Buchhandlung führt, versucht die möglichen geschäftlichen Nachteile zu verharmlosen, während ihre Mitarbeiter beunruhigt sind. Die Filiale wird eröffnet. Während eines Empfangs lernt Kelly Joe Fox kennen, es kommt zu einem Streit. Ihre Erlebnisse erzählt sie ihrem E-Mail-Bekannten, den sie nur als NY152 kennt.
Fox verabredet ein Treffen mit dem Shopgirl. Als er sieht, dass es sich um Kathleen Kelly handelt, gibt er sich nicht als NY152 zu erkennen und erfindet später eine Ausrede, warum er nicht erschienen ist. Kelly muss ihren Laden schließen. Fox tröstet Kelly im Chat, wird zu ihrem Freund. Gemeinsam mit ihr denkt er über mögliche Gründe nach, wieso NY152 sich nicht zeigt.
Es wird ein zweites Treffen zwischen Shopgirl und NY152 verabredet. Als Kelly erkennt, dass sich hinter dem Pseudonym Joe Fox verbirgt, weint sie vor Freude und sagt, sie habe sich gewünscht, er sei der unbekannte NY152.

## Kritiken
„Uninspiriert inszenierte, modisch aufgepeppte Adaption eines Bühnenstücks, das bereits als Vorlage des Films ‚Rendezvous nach Ladenschluß‘ von Ernst Lubitsch (1939) sowie des Broadway-Musicals ‚She Loves Me‘ diente. Die Hauptdarsteller können die romantische Liebe ihrer Chat-Room-Bekanntschaft nie glaubhaft in die Film-Realität übertragen. Auch in der Kameraarbeit bleibt der Film konventionell und wird lieblos mit einem enttäuschenden Soundtrack garniert.“

Der Film wurde trotz dieser negativen deutschen Kritik häufig mit Schlaflos in Seattle verglichen, bei dem Tom Hanks, Meg Ryan und Nora Ephron ebenfalls mitwirkten. Die Hauptdarsteller wurden als „sympathisch“ bezeichnet, allerdings wurde kritisiert, dass einige Themen wie die Konzentration der Geschäftswelt und die Verdrängung der kleinen Unternehmen nur beiläufig angesprochen wurden. Auch die allzu offensichtlichen Produktplatzierungen für Marken wie AOL oder Starbucks wurde negativ hervorgehoben. Bereits der Originaltitel des Films You’ve Got Mail wird als beispielhafte Produktplatzierung in der Filmindustrie angesehen, da es sich hierbei exakt um die Meldung handelt, die Nutzer des Onlinedienstes AOL zu hören bekommen, wenn sie eine neue E-Mail erhalten haben.

## Auszeichnungen
Meg Ryan wurde für den Filmpreis Golden Globe nominiert. Der Film gewann die Goldene Leinwand und den Bogey Award. Meg Ryan und Greg Kinnear gewannen den Blockbuster Entertainment Award, für den Tom Hanks nominiert wurde. Tom Hanks und Meg Ryan wurden für den American Comedy Award nominiert. Der Film wurde für den Golden Satellite Award in drei Kategorien, darunter „Bester Film (Komödie oder Musical)“, nominiert.
George Fenton gewann den BMI Film Music Award.
Die Deutsche Film- und Medienbewertung (FBW) in Wiesbaden verlieh dem Film das Prädikat „wertvoll“.

## Trivia
- Die Produktionskosten betrugen etwa 65 Millionen US-Dollar, die Einspielergebnisse fast das Vierfache (251 Millionen US-Dollar).[4]
- Der Film hat viele Anlehnungen an den Roman Stolz und Vorurteil (Originaltitel: Pride and Prejudice) von Jane Austen.
- Das amerikanische Filmmusical Damals im Sommer (In the Good Old Summertime) mit Judy Garland und Van Johnson ist eine weitere Adaption des Theaterstücks von Miklós László.
- Kathleen Kelly liest in ihrer Vorlesestunde aus der Autobiographie Boy von Roald Dahl.
- In der dritten Staffel der preisgekrönten Serie Ted Lasso schauen sich die Spieler des AFC Richmond gemeinsam "E-m@il für Dich" an und sind am Ende des Films zu Tränen gerührt.